# Ahmed Mohamed El-Bashir
Ahmed Mohamed El-Bashir (Sudán, 27 de agosto de 1950) es un exfutbolista de Sudán que jugaba en la posición de centrocampista.

## Carrera

### Club
| Periodo   | Club              |
| --------- | ----------------- |
| 1967-1979 | Al-Nil Wad Medani |
| 1979-1983 | Oman Club         |

### Selección nacional
Jugó para Sudán en 13 ocasiones de 1968 a 1972 y anotó dos goles; participó en la Copa Africana de Naciones 1970 y en los Juegos Olímpicos de Múnich 1972.

## Logros

### Club
- Copa del Sultán Qabus (1): 1979

### Selección nacional
- Copa Africana de Naciones (1): 1970